# Magneuptychia libye
Magneuptychia libye är en fjärilsart som beskrevs av Carl von Linné 1767. Magneuptychia libye ingår i släktet Magneuptychia och familjen praktfjärilar. Inga underarter finns listade i Catalogue of Life.